# تورانومون هیلز
تورانومون هیلز (虎ノ門ヒルズ Toranomon Hiruzu) (انگلیسی: Toranomon Hills) یک پروژهٔ آسمان‌خراش مسکونی است که توسط شرکت ساختمان‌سازی موری در ناحیه تورانومون واقع در میناتو، توکیو، در کشور ژاپن ساخته شده‌است. این ساختمان که توسط نیهون سکی طراحی شده، در حوالی جادهٔ جدید کمربندی شماره ۲، که یک شاهراه مسطح برای اتصال شینباشی به ناحیه‌های تورانومون است، احداث شده‌است.
این ساختمان با ارتفاع معماری ۲۵۵٫۵ متر (۸۳۸ فوت)، بلندتر از برج مرکز شهر با ارتفاع ۲۴۸ متر بوده و بلندترین ساختمان توکیو محسوب می‌شود.
این مجتمع مسکونی دارای نشان‌واره‌ای متشکل از چهار نوار عمودی سیاه است که یک حرف M را شکل می‌دهند (و همچنین مشابه کانجی «門» نام تورانومون است). این ساختمان دارای یک شگون‌نما با نام تورانومون (トラのもん) بوده که توسط فوجیکو پرو، شرکت صاحب حقوق شخصیت مانگای ژاپنی دورایمون، ایجاد شده‌است.

## تاریخچه

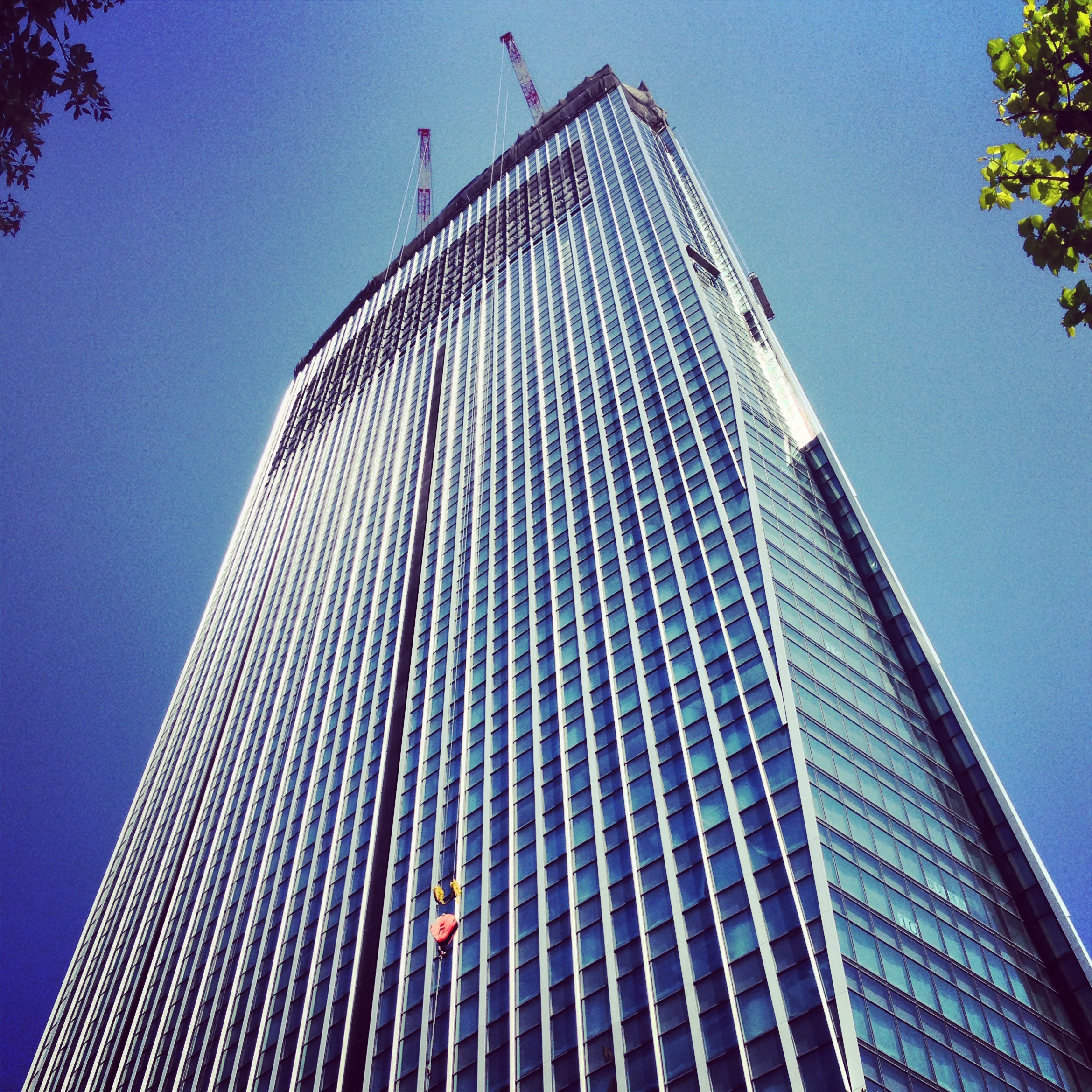
ساختمان در دست ساخت در مهٔ ۲۰۱۳

از سال ۱۹۴۶ برنامه‌هایی برای احداث یک جادهٔ شریانی بین تورانومون و شیمباشی، به عنوان بخشی از جادهٔ کمربندی دور توکیو وجود داشته‌است. بخش تورانومون به افتخار داگلاس مک‌آرتور، که پس از جنگ جهانی دوم آزادسازی ژاپن از متفقین را رهبری کرد، در میان عوام با نام «جادهٔ مک‌آرتور» شناخته می‌شد؛ که ارجاع به مجاورت محوطهٔ سفارت ایالات متحده آمریکا در آکاساکا دارد. با توجه به ناتوانی دولت در تملک مستغلات اولیهٔ لازم در توکیوی مرکزی، این برنامه‌ها برای چندین دهه از تحقق یافتن بازماندند؛ اما در حدود سال ۱۹۸۹ راه‌حلی اتخاذ شد که شامل ساخت یک آسمان‌خراش در حاشیهٔ جاده و ارائهٔ پیشنهاد نقل مکان ساکنان زمین‌های تملک‌شده به این آسمان‌خراش می‌شد.
نام موقتی این پروژه، ساختمان شماره ۳ پروژه بازسازی خط کمربندی شماره ۲ شیمباشی/تورانومون (環状二号線新橋・虎ノ門地区第۲種市街地再開発事業Ⅲ街区) بود. شرکت ساختمان‌سازی موری در ۱ مارس ۲۰۱۳ به‌طور رسمی نام تورانومون هیلز را برای این ساختمان اعلام کرد.
تورانومون هیلز در ۱۱ ژوئن ۲۰۱۴ افتتاح شد.

## طبقه‌ها

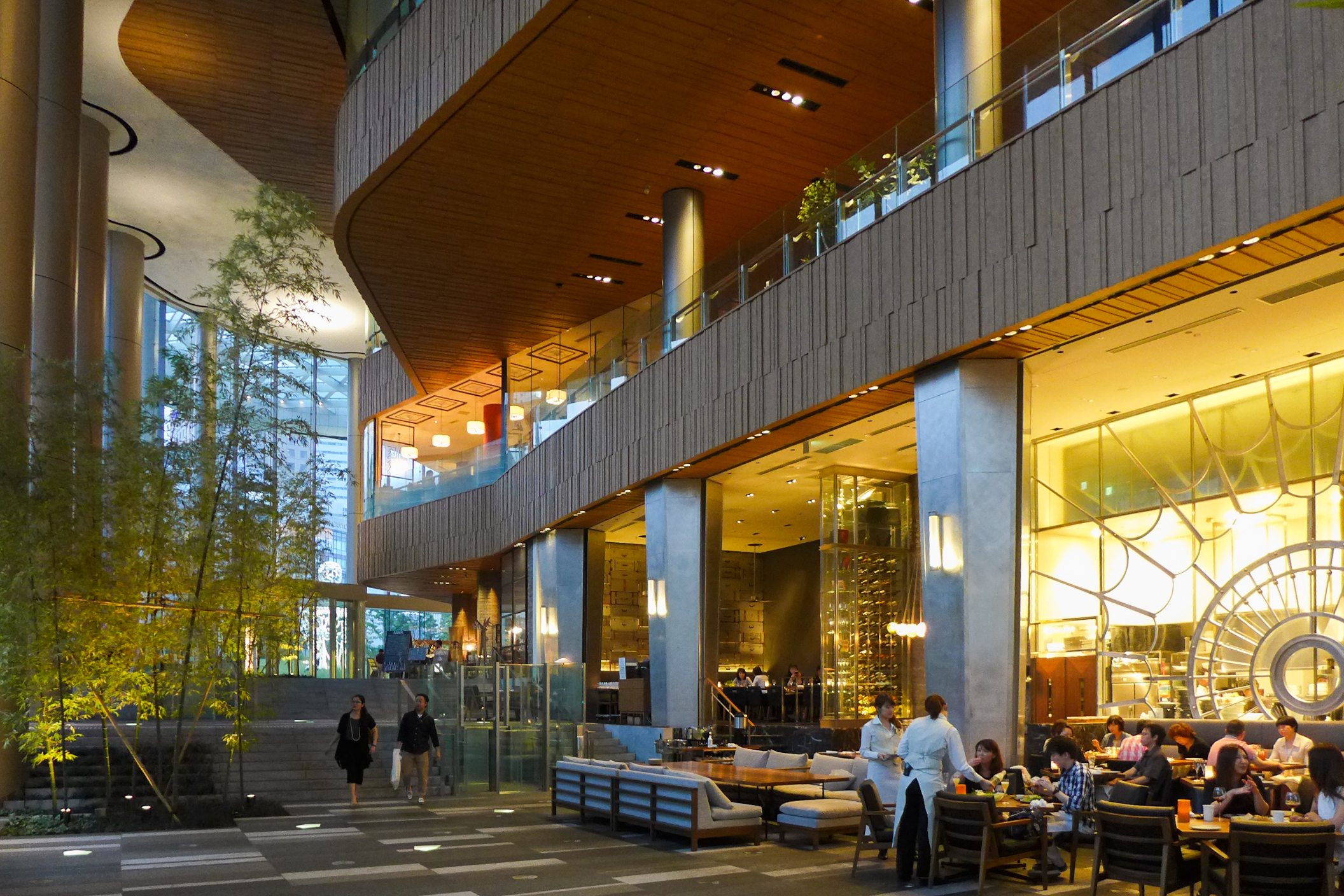
آتریوم ساختمان تورانومون هیلز

برج اصلی، برج موری نامیده می‌شود؛ این شیوهٔ نام‌گذاری در سایر مجموعه‌های ساخته‌شده توسط شرکت ساختمان‌سازی موری نیز بکار گرفته می‌شود.
کاربری طبقه‌های ساختمان تورانومون هیلز به شرح زیر است:
- ۴۷اف تا ۵۲اف: هتل اندز توکیو تورانومون هیلز (یک هتل متناسب با سبک زندگی گران‌قیمت از مجموعه هتل‌های زنجیره‌ای‌هایت) با ۱۶۴ اتاق مهمان و یک مجموعه آبگرم در طبقهٔ سی و هفتم.[۱۰]
- ۳۶اف تا ۴۶اف: املاک شخصی (۱۷۲ واحد)
- ۶اف تا ۳۵اف: دفاتر اداری
- ۴اف و ۵اف: فضای همایش
- ۱اف تا ۴اف: مغازه‌های اجاره‌ای
- بی۳اف تا بی۱اف: پارکینگ برای ۵۴۴ خودرو

## ساکنان
دفتر مرکزی صندوق دولتی سرمایه‌گذاری بازنشستگی، بزرگ‌ترین صندوق بازنشستگی در جهان، در طبقهٔ هفتم برج موری قرار دارد. دفتر شرکت‌های نوارتیس و استیت استریت در ژاپن نیز در برج موری واقع شده‌اند. دفتر گروه حقوقی کی‌اندال گیتز در توکیو در طبقهٔ بیست و هشتم قرار داد. دفتر آرسلور میتال در توکیو نیز در طبقهٔ ششم واقع شده‌است.

## نگارخانه

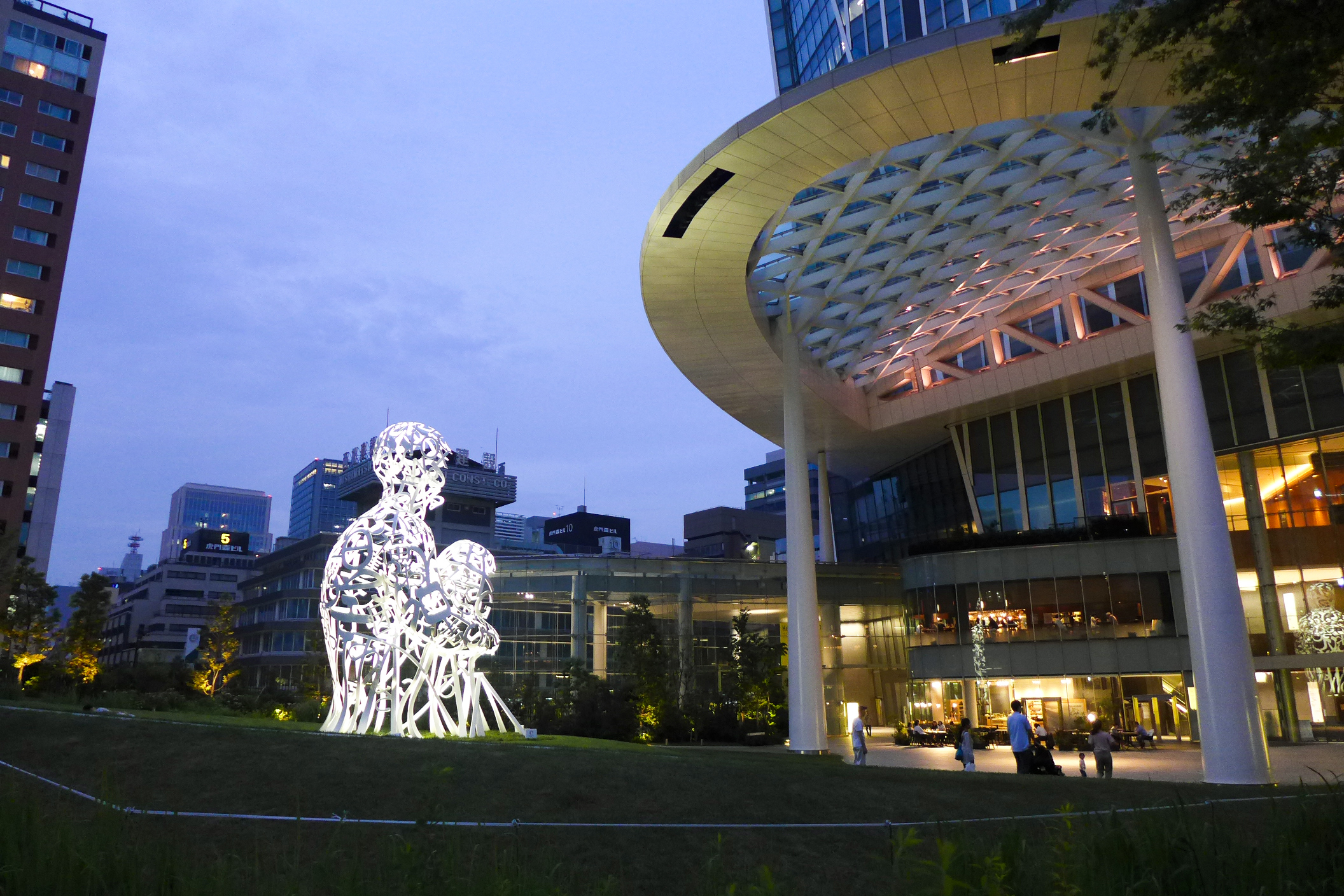
بازار بیضی
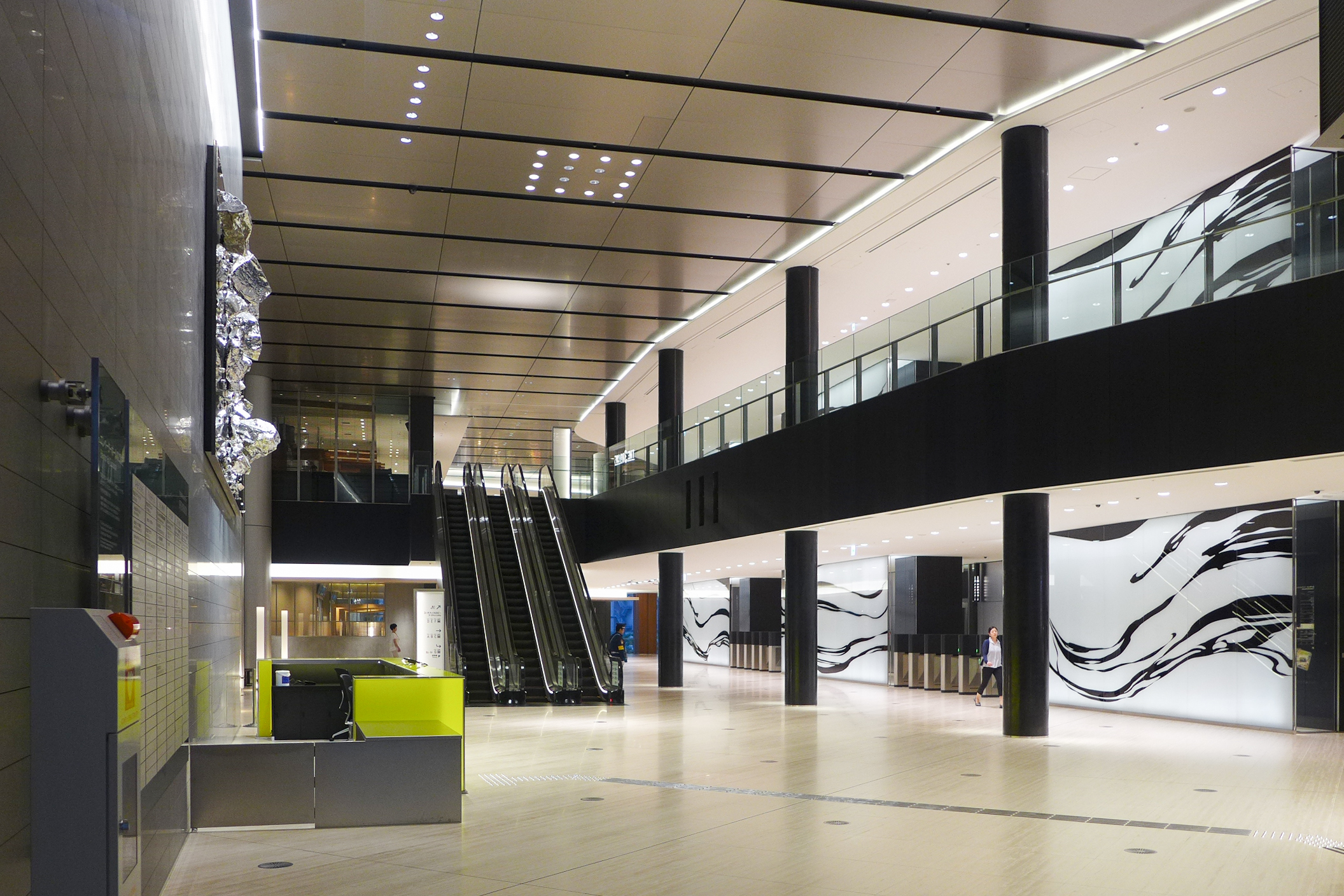
لابی اداری برج موری
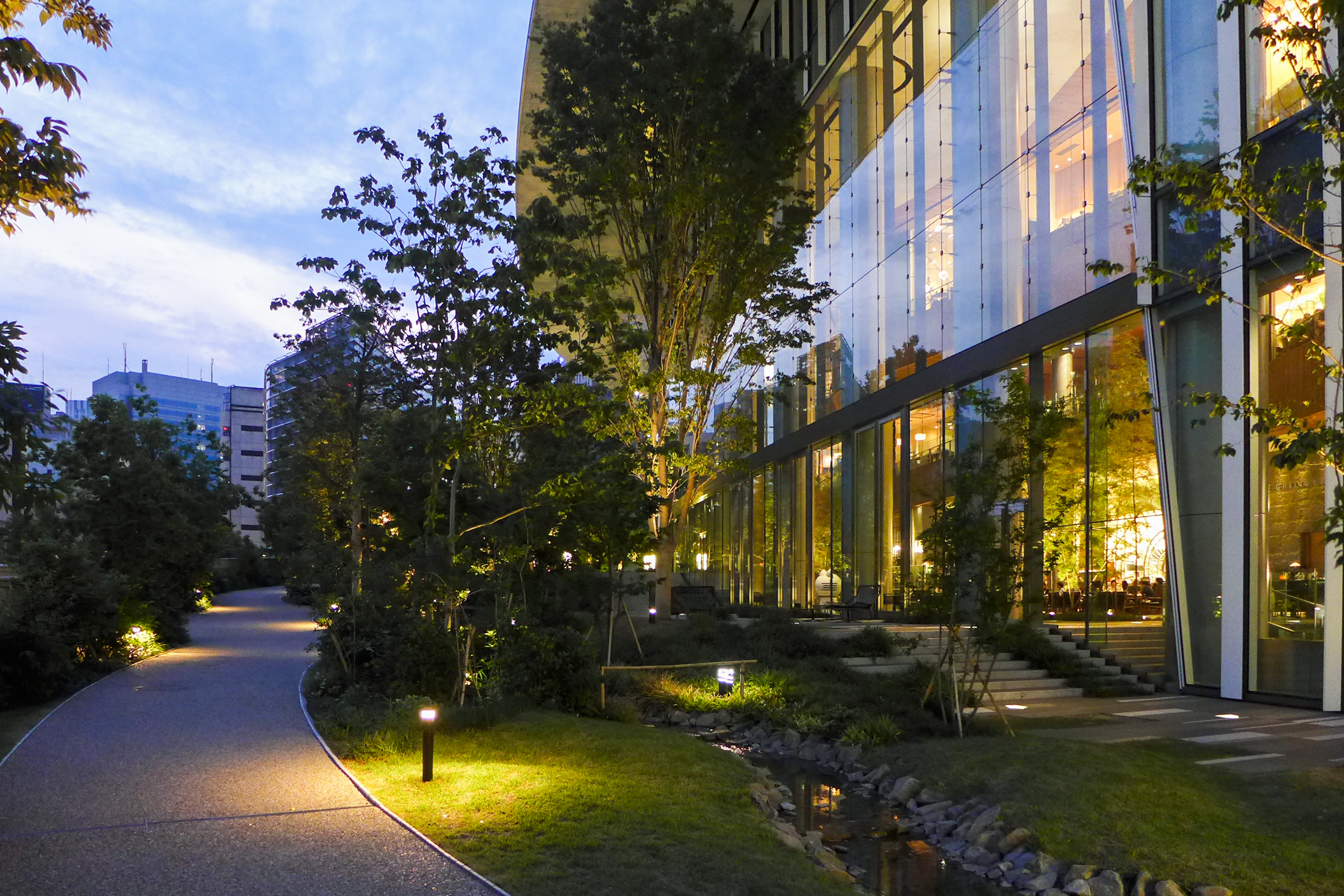
باغ پیاده‌روی
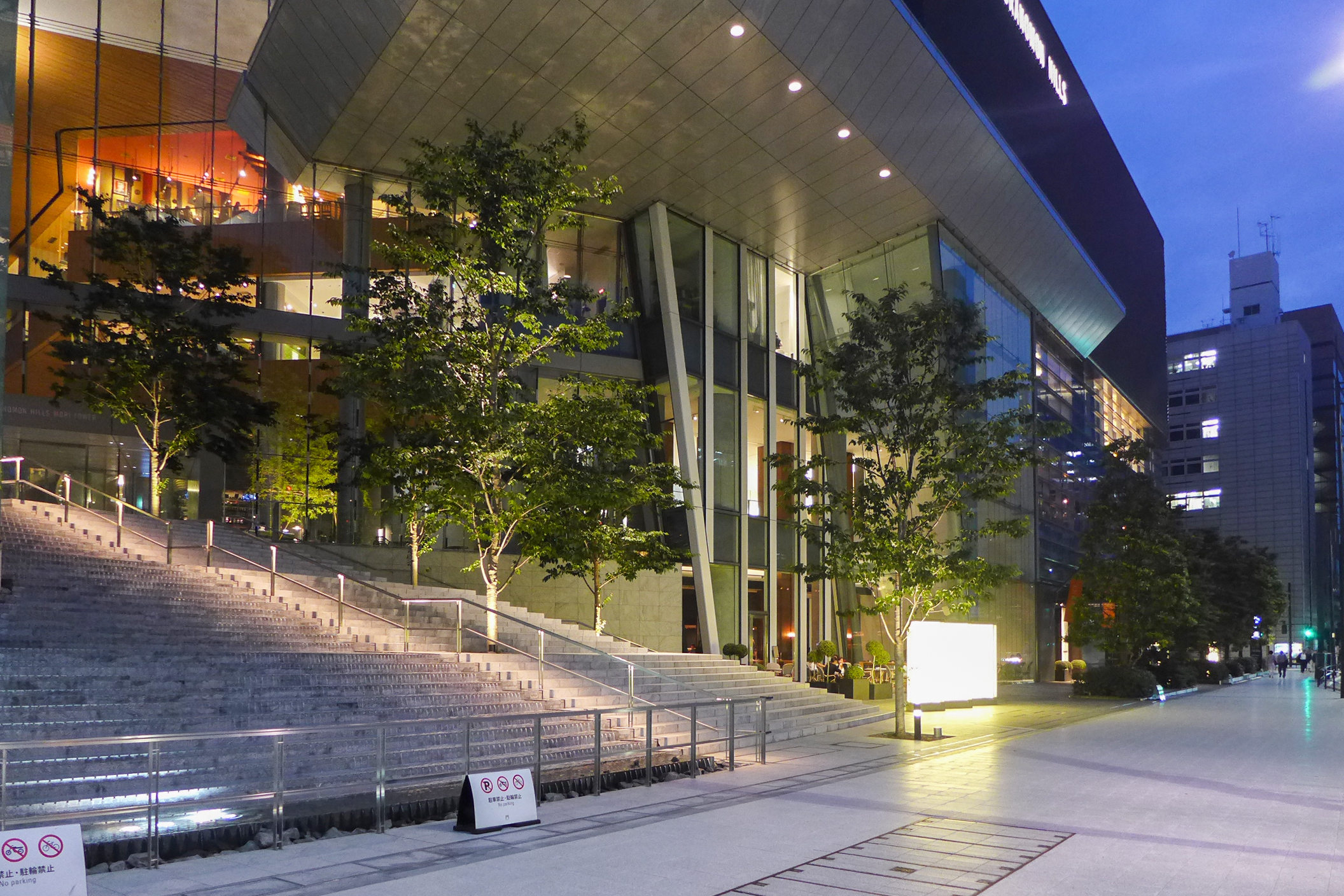
ورودی شیمباشی